# Skeppsdalsström
Skeppsdalsström är en ort i Värmdö kommun, Stockholms län, som ligger längs Värmdöleden, ungefär 2,5 kilometer från Ålstäket i riktning mot Stavsnäs.  Från 2015 ingår bebyggelsen i tätorten Strömma.

## Befolkningsutveckling
| Befolkningsutvecklingen i Skeppsdalsström 1975–2010 | Befolkningsutvecklingen i Skeppsdalsström 1975–2010 | Befolkningsutvecklingen i Skeppsdalsström 1975–2010 | Befolkningsutvecklingen i Skeppsdalsström 1975–2010 | Befolkningsutvecklingen i Skeppsdalsström 1975–2010 |
| --------------------------------------------------- | --------------------------------------------------- | --------------------------------------------------- | --------------------------------------------------- | --------------------------------------------------- |
|                                                     |                                                     |                                                     |                                                     |                                                     |
| År                                                  |                                                     |                                                     | Folkmängd                                           | Areal (ha)                                          |
| 1975                                                | 1975                                                |                                                     | 301                                                 |                                                     |
| 1980                                                | 1980                                                |                                                     | 495                                                 |                                                     |
| 1990                                                | 1990                                                |                                                     | 493                                                 | 95                                                  |
| 1995                                                | 1995                                                |                                                     | 1 199                                               | 278                                                 |
| 2000                                                | 2000                                                |                                                     | 1 393                                               | 279                                                 |
| 2005                                                | 2005                                                |                                                     | 1 475                                               | 281                                                 |
| 2010                                                | 2010                                                |                                                     | 1 573                                               | 284                                                 |
| Anm.: Ny tätort 1975. Sammanvuxen med Strömma 2015. |                                                     |                                                     |                                                     |                                                     |

En småort med småortskod S0317 och benämningen Skeppsdalsström existerade öster om den dåvarande tätorten år 1990 och omfattade 495 invånare över 213 hektar. År 1995 nästan tredubblade tätorten sin yta och området där småorten låg utgör nu den östra halvan av tätorten.

## Samhället
Området består framförallt av villabebyggelse. Ursprungligen var de flesta villorna sommarstugor, men i takt med att antalet permanentboende i Värmdö kommun ökat har de flesta husen börjat bebos året runt. 
Utanför Skeppsdalsström ligger bland annat Värmdö golfklubb

## Kommunikationer
Skeppsdalsström trafikeras av busslinjerna 432, 433 och 434.